# Ichirō Suzuki (Gitarrist)
Ichirō Suzuki (jap. 鈴木 一郎, Suzuki Ichirō; * 9. Mai 1948 in Kōbe, Präfektur Hyōgo) ist ein japanischer Gitarrist.

## Leben
Suzuki studierte zunächst Klavier und Geige. In den 60er Jahren wechselte er zur Gitarre und studierte bei Yasumasa Obara, einem Schüler von Regino Sáinz de la Maza und Andrés Segovia in Siena und Santiago de Compostela. Seit 1970 lebt er in Europa (Paris und Barcelona), wo er bei Leo Brouwer, Oscar Ghiglia, Andrés Segovia und José Tomás studierte. Er war Musikdirektor des Palamós International Music Festival und Gründer des Ichirō Suzuki Barcelona Guitar Festival.
Der Komponist Tōru Takemitsu widmete ihm 1983 das Stück To the Edge of Dream (UA mit dem Orchestre Philharmonique de Liège).

## Preise
- 2. Preis bei der Tokyo International Guitar Competition (1968 und 1969)
- Orden de Isabel la Católica (1989)

## Diskografie
- Leo und Ichiro (1982)
- Ichiro Suzuki Meets Victoria de los Ángeles (1995)
- Guitar Recital (1996)
- Music for Violin and Guitar (2009)